# El Táscate
El Táscate är en ort i Mexiko.   Den ligger i kommunen Namiquipa och delstaten Chihuahua, i den nordvästra delen av landet, 1 400 km nordväst om huvudstaden Mexico City. El Táscate ligger 1 725 meter över havet och antalet invånare är 161.
Terrängen runt El Táscate är kuperad norrut, men söderut är den platt. Runt El Táscate är det mycket glesbefolkat, med 6 invånare per kvadratkilometer. El Táscate är det största samhället i trakten. Omgivningarna runt El Táscate är i huvudsak ett öppet busklandskap.